# Liparis viridipurpurea
Liparis viridipurpurea är en orkidéart som beskrevs av August Heinrich Rudolf Grisebach. Liparis viridipurpurea ingår i släktet gulyxnen, och familjen orkidéer. Inga underarter finns listade i Catalogue of Life.